# Budva
Budva (srbochorvatsky Будва, latinsky Budva) je město na jaderském pobřeží v Černé Hoře. Je sídlem stejnojmenné opštiny (správní jednotky zahrnující okolní sídla). V roce 2011 zde žilo 13 338 obyvatel.

## Název
Podle názoru Ernsta Eichlera je původ současného názvu nejspíše z albánského slova butë, který označuje měkký a bylo přes ilyrské obyvatelstvo nejspíše převzato v rané době existence města. V srbštině/černohorštině zní název města Budva, v italštině a latině Budua, v albánštině Budua a v řečtině Βουθόη.

## Geografie
Město vzniklo v zálivu (Budvanský záliv) Jaderského moře na ústí ponorné[zdroj?] řeky Grđevica do moře. Je obklopeno menšími vrcholy s nadmořskou výškou cca 400 m a chráněno je vysokými horami směrem k vnitrozemí, jejichž výška dosahuje až 1300 m n. m. Střed města se nachází na malém vyvýšeném místě (původně ostrovem), které je ze tří stran obklopeno mořem.
V blízkosti města se nachází ostrov Sveti Nikola, kterému místní přezdívají Havaj. Vrcholky, které obklopují město, nesou názvy Mogren a Sveti Spas.

## Klimatické podmínky
Průměrná roční teplota zde čin 15,8 °C, průměrná lednová teplota dosahuje 8,1 °C a průměrná červencová potom 24,0 °C. Podzimní měsíce bývají teplejší než jarní; zimy jsou mírné a léta teplá ale ne horká. Počet slunečných hodin ročně zde činí 2283 h.

## Historie
Opevněné místo v lokalitě současného historického centra Budvy existovalo již v dobách antiky. Založeno bylo nejspíše na ostrově, který byl později spojen s pevninou šíjí; ať už uměle vybudovanou, nebo přírodním způsobem vytvořenou. Řečtí kolonisté, kteří patří mezi nejstarší obyvatele Budvy, však v případě tohoto města neustále čelili nájezdům ilyrského (tj. předslovanského) obyvatelstva, což značně omezovalo možnosti rozvoje vzdáleného přístavu.
Budva se díky tomu nemohla stát dobře prosperujícím městem, nicméně již v 6. až 5. století př. n. l. zde existoval živý trh, obchodující s dalšími přístavy ve Středozemí. První zmínka o Budvě pochází z dokumentu Sofokla a Pseudoksylaks uvedl, že se do Budvy z Drače cestuje den lodí a po souši tři dny. Předpokládá se, že dnešní Budva je jedním z nejstarších sídel v oblasti Balkánu. Město bylo tehdy oddělené od pevniny, k vzniku úžiny došlo až mnohem později. Místní uliční síť nese pozůstatky organizace helénského antického města.
Po válkách mezi Ilyry a Římany se stalo součástí Římské říše. V okolí tehdejšího města vznikaly tzv. konventy, resp. oppida, přicházeli do nich kolonisté z území dnešního Apeninského poloostrova. Mezi obchodníky se do Budvy dosidlovali i lidé ze všech koutů Středomoří. Rozvíjela se např. i řemesla.

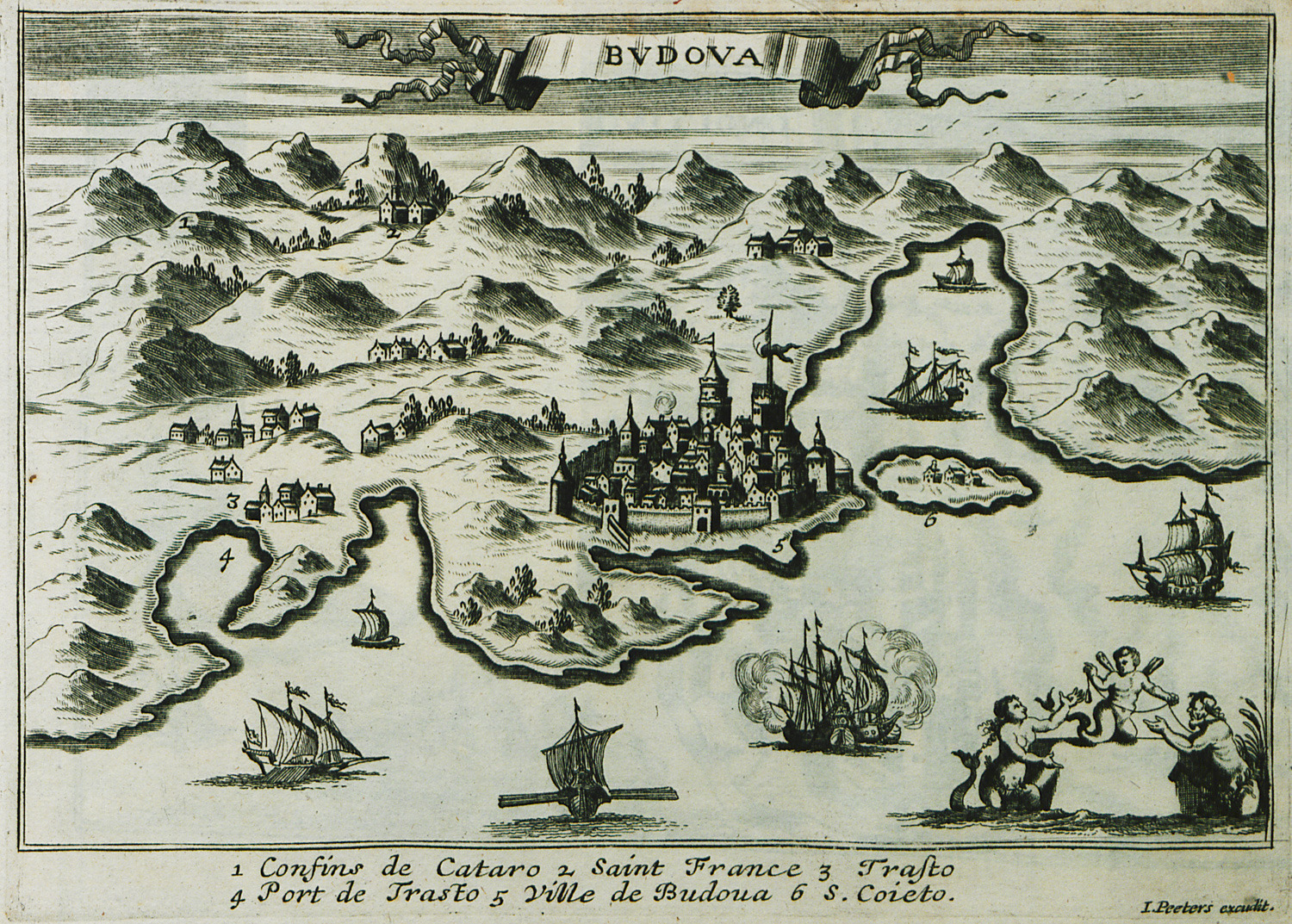
Budva v roce 1690

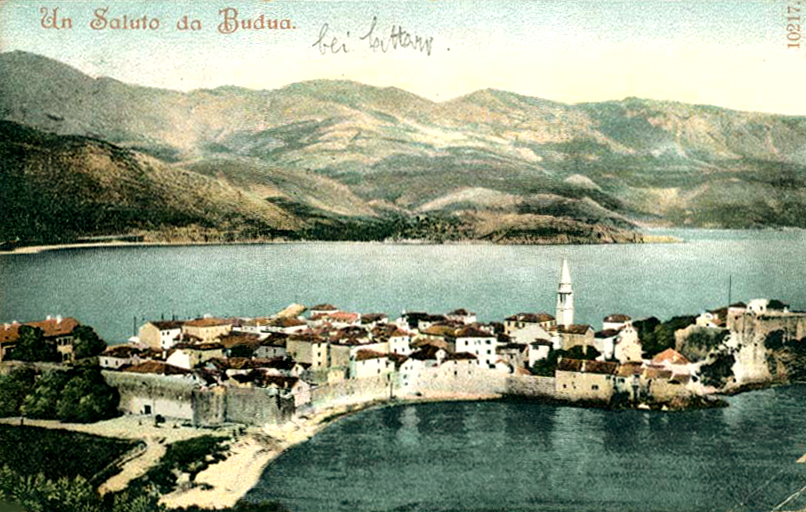
Budva v roce 1909

Rozvoj Budvy ohrozil pád antické Duklji, který zapříčinil příchod Slovanů a vpády Avarů. Budva se dokázala Avarům statečně dlouhou dobu bránit. Značná část původního obyvatelstva města se stáhla do lépe bráněných a větších měst na pobřeží. V raném středověku byla Budva součástí Byzantské říše se smíšeným ilyrsko-římským obyvatelstvem. Slované žili v okolí města, netvořili však v této době ještě významnou součást místního obyvatelstva. Město se později stalo součástí království Duklja, po roce 1181 připadlo srbskému království pod vládou dynastie Nemanjićů. Za vlády císaře Uroše IV. byl po vzoru Dušanova zákoníku sepsán i statut města Budvy. Později město řídili různí správci, např. Balšićové, Crnojevićové a srbští despoti.
Po pádu Srbského despotátu získali Budvu po nějaké době Benátčané, kteří stihli využít mocenské vakuum rychleji, než expandující Osmanská říše. Celého současné černohorské pobřeží se zmocnili postupně po částech do roku 1443. Tím získali nejen Budvu, ale i řadu dalších měst, jakými jsou např. Ulcinj nebo Kotor. Benátčané dosazovali za správce města své šlechtice. Tato praxe trvala od roku 1441 až do roku 1797. Město získalo modernější opevnění (dodnes jsou zde partné symboly benátské moci). Jeho součástí byla i citadela), umístěná na jižním okraji pooostrova. Administrativně bylo město součástí regionu s názvem Albania Veneta, většina obyvatel dle dokumentů Luigiho Paulucciho mluvila benátským jazykem až do počátku 19. století. V roce 1571 město vypálili Turci.
Budvu popsal jako řadu dalších sídel na Balkánském poloostrově i turecký cestovatel Evlija Čelebi ve svém cestopisu s názvem Seyahatname. Uvedl, že Budva je poslední benátská pevnost, že je čtyřúhelníkového půdorysu a postavená z pevného kamene.
Po pádu Benátské republiky byla Budva okupována Francií. Poté byla předána Habsburské monarchii jako jedna z nejjižnějších částí mocnářství spolu s celým černohorským pobřežím. Rakousko-Uhersko nechalo v blízkosti silnice z Budvy do tehdejší černohorské metropole Cetinje zbudovat pevnost Kosmač, jejíž pozůstatky se dochovaly i na počátku 21. století. Na mapách třetího vojenského mapování z konce 19. století je patrné jen historické město Budva v hradbách. Široké ústí řeky Grđevica do moře tehdy ještě nebylo zastavěno a bylo (nejspíše) volně využívanou zemědělskou plochou. Patrný je nicméně klášter Podostrog na samém okraji širokého ústí. Za rakouské nadvlády vzniklo několik málo nových domů v přímo v historickém jádru Budvy.
V roce 1915 bylo během první světové války město obsazeno armádou Černé Hory, později se stalo její součástí. Od roku 1918 se nacházelo na území Království Srbů, Chorvatů a Slovinců, později Jugoslávie. V meziválečném období probíhal skromný rozvoj turistiky, který představovala výstavba moderní silnice a několika hotelů. Cestovali sem nicméně i turisté z tehdejšího Československa a ti pojmenovali pláž východně od historického jádra jako Slovanská pláž (srbochorvatsky Slovenska plaža). 
Během druhé světové války bylo okupováno fašistickou Itálií, po její kapitulaci potom Německem. Osvobozeno bylo dne 22. listopadu 1945. Dodnes nese jedna z ulic v Budvě název po dni osvobození města. Po roce 1945 bylo začleněno do republiky Černé Hory v rámci Jugoslávie. Následně bylo město i jeho okolí rozvíjeno jako turistická destinace a staré město zrekonstruováno.
V roce 1979 bylo těžce poškozeno během rozsáhlého zemětřesení, které zasáhlo černohorské pobřeží. Město však bylo obnoveno do původní podoby, především jeho historické jádro. Zemětřesení přerušilo výstavbu řady hotelů, které se rozvíjely okolo města. Jednalo se např. o hotel Slovenska plaža a další.
Od roku 2006 je Budva opět městem nezávislé republiky Černá Hora. Vybudována byla nová silnice do Cetinje, která doplnila původní komunikaci při pobřeží.
Po roce 2000 zažila nebývalý rozvoj turistiky a také stavební rozvoj. Po celé Černé Hoře se stal známý pojem budvanizacija, který popisuje nekontrolovaný stavební ruch bez jakýchkoliv předpisů i územního plánování. Nelegální výstavba se objevuje nejen v samotné Budvě, ale i přímo v jejím nejužším historickém jádru. I legální výstavba je nicméně realizována mnohdy bez souladu s udržením historického charakteru středu města a letoviskového charakteru zbytku Budvy. Tato skutečnost vede ke kritice ze strany místního obyvatelstva. Postaveno bylo např. moderní obchodní centrum TQ Plaza nebo řada hotelů v blízkosti pobřeží.
Roku 2021 byla Budva nejnavštěvovanější destinací v Černé Hoře. Budva se během pandemie covidu-19 stala nejvíce zasaženou opštinou v Černé Hoře, nákazu prodělalo již více než 30 % obyvatel.

## Samospráva

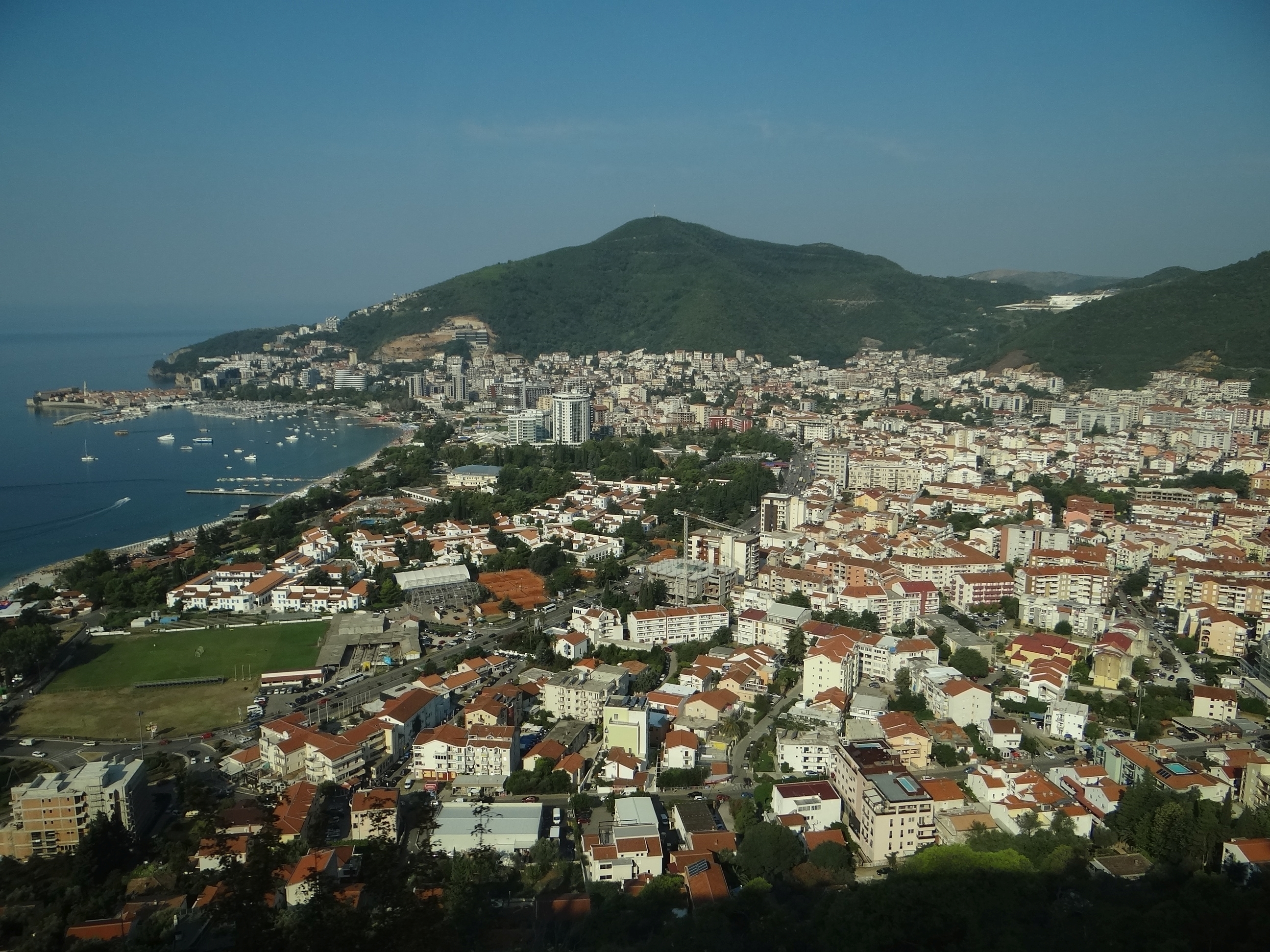
Pohled na město

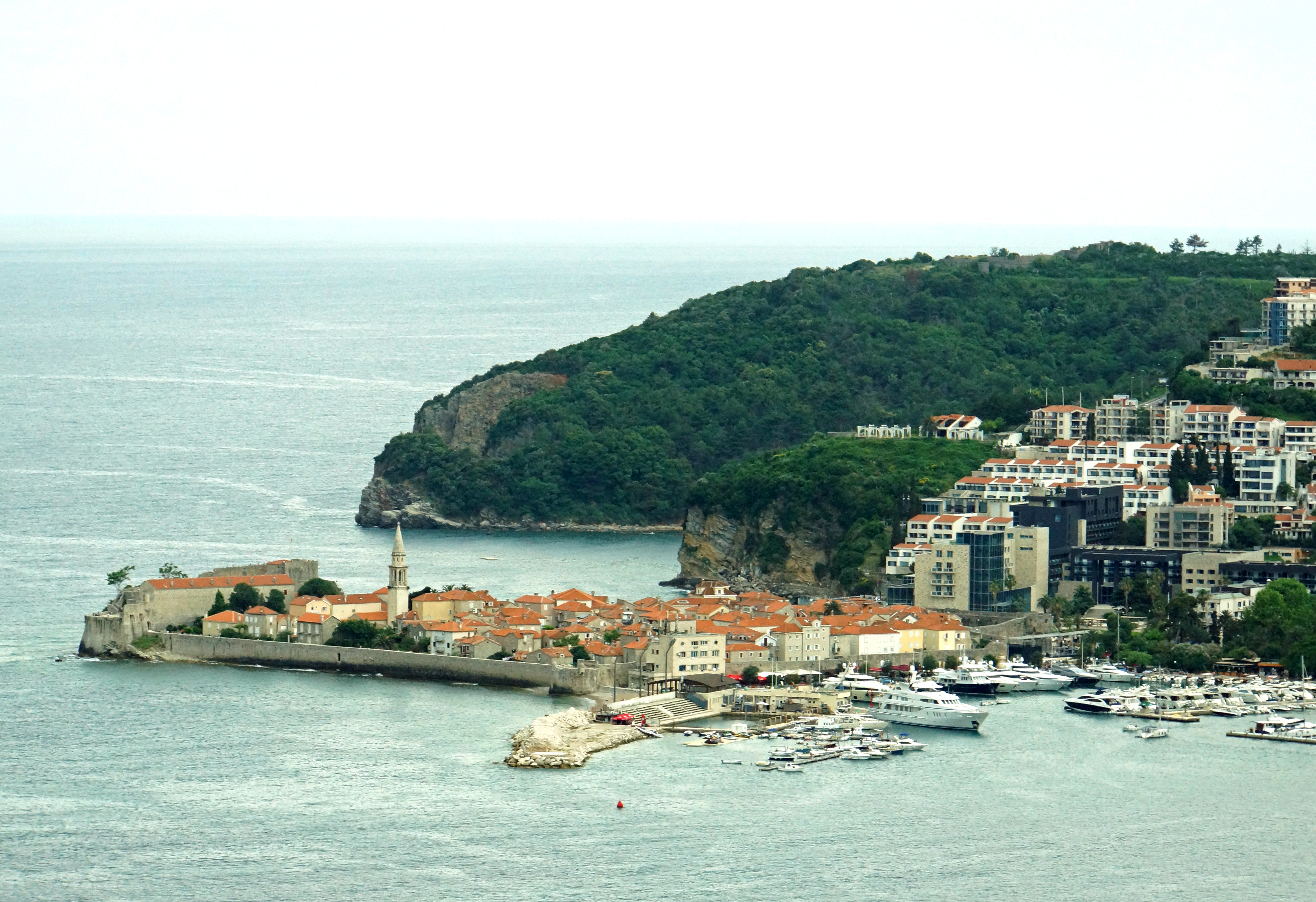
Pohled na historické centrum Budvy

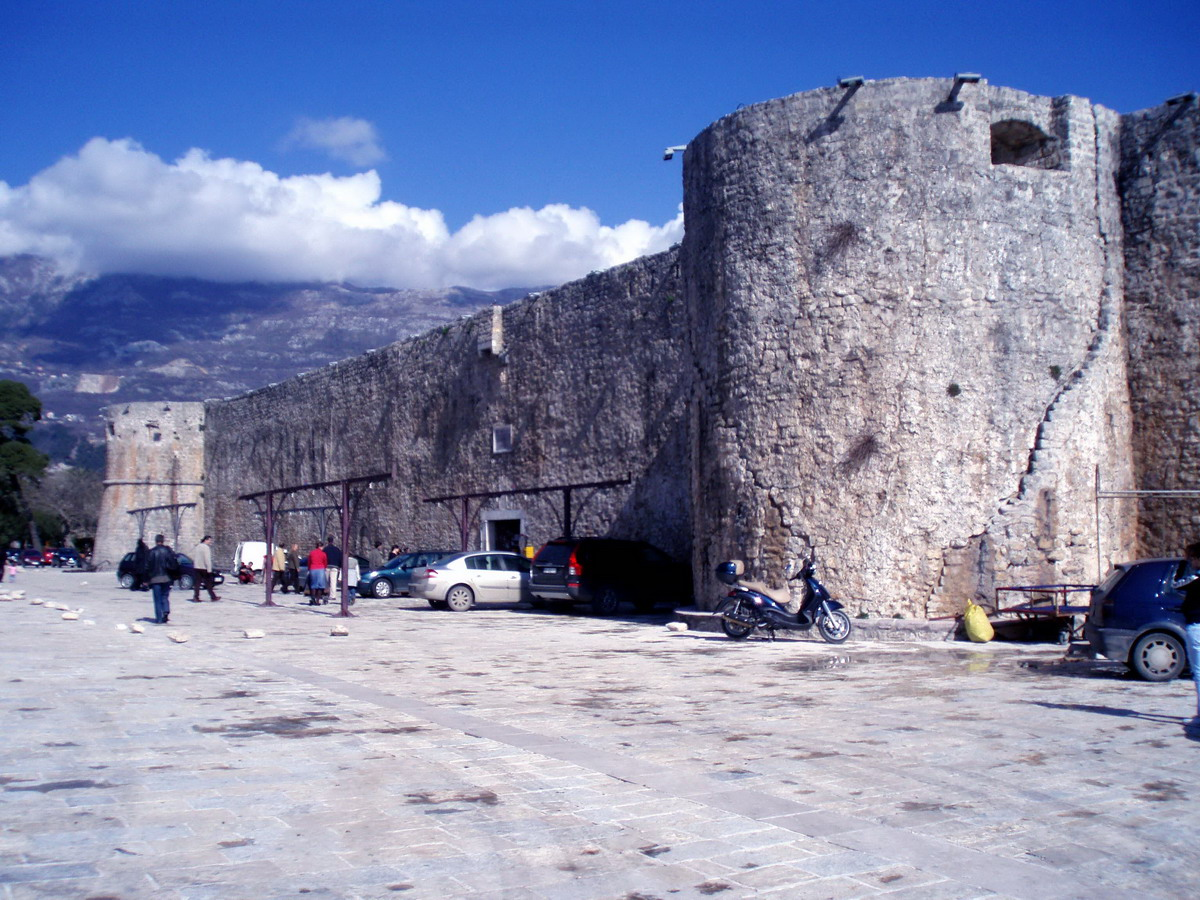
Středověké opevnění

Budva je správní centrum opštiny Budva, kterou tvoří kromě samotného města ještě obce Bečići a Petrovac. Na Slunečném náměstí se nachází budova radnice a několika dalších městských organizací.
Starostové města byli od roku 2006, kdy vznikla nezávislá Černá Hora, následující:
- Rajko Kuljača (DPS) (2006-2010, později zatčen)
- Lazar Rađenović (DPS) (2010-2015, později zatčen)
- Srđa Popović (DPS) (2014-2016, acting)
- Dragan Krapović (DCG) (2016-2018)
- Marko Carević (DF) (2018–do současnosti)

## Obyvatelstvo
V roce 1991 žilo ve městě 11 710 obyvatel, z nichž bylo:
- 7 318 Černohorci (62,49 %)
- 2 631 Srbové (22,46 %)
- 1 006 Jugoslávci (8,59 %)
- 176 Bosňáci (1,5 %)
- 134 Chorvati (1,14 %)
- 74 Albánci (0,63 %)
- 371 ostatní (3,19 %)

Na začátku 21. století se počet obyvatel zvýšil a národnostní struktura změnila; v roce 2011 byly údaje následující:
- 9 262 Černohorci (48,19 %)
- 7 247 Srbové (37,71 %)
- 210 Rusové (1,01 %)
- 167 Chorvati (0,87 %)
- 2 332 ostatní (12,22 %)

Nárůst Rusů je dán atraktivitou Černé Hory pro ruské turisty v první dekádě 21. století[zdroj?].

## Turistika

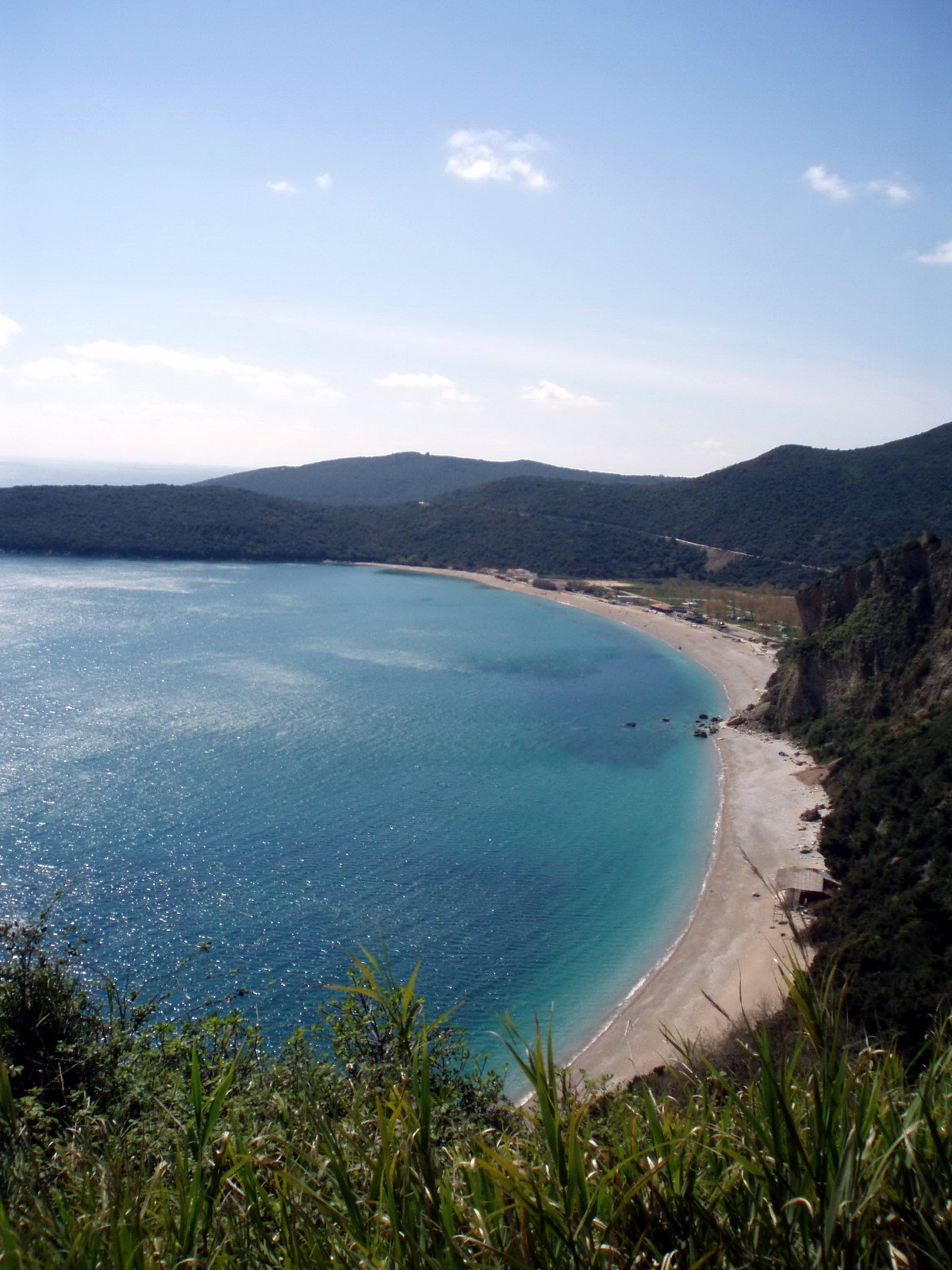
Pláž Jaz

Budva je přímořské město na jaderském pobřeží, na tzv. budvanské riviéře, které dalo město název a která je centrem černohorské turistiky. Jako jedna z mála má písečné pláže, je zde také bohatý noční život[zdroj?]. Jen v roce 2010 navštívilo opštinu Budva 557 tisíc lidí, uskutečněno bylo 3,4 milionů noclehů[zdroj?]. Díky tomu je město nejpopulárnější destinací na území Černé Hory[zdroj?]. V letních měsících je pravidelně plné turistů. V roce 2022 jen v první polovině roku zaznamenala Budva celkem 156 tisíc návštěvníků a bylo uskutečněno 538 tisíc přenocování.
V současné době se většina turistických objektů nachází za původními hradbami, které zde nechala vybudovat Benátská republika. Turistika se v Budvě rozvíjí již od roku 1923. Její masivní rozvoj nastal po druhé světové válce a na začátku 21. století.
Pravidelně se v Budvě koná Jadranský veletrh (Jadranski sajam), a to na podzim.
V Budvě se nachází značné množství kasin, mezi nejpopulárnější patří hotel Maestral a kasino v Pržnu, které jsou atraktivní právě pro zahraniční návštěvníky města. Další velké hotely ve městě mají svá kasina. Jako vhodnou destinací pro gambling se Budva ukázala i ve filmu Casino Royale s Jamesem Bondem z roku 2006[zdroj?].

## Kulturní památky a kultura
Historické centrum Budvy je bohaté na kulturní a historické památky, které tvoří řada monumentů, vykopávek, pevností, klášterů a kostelů. Místní kulturní památky činí 7,8 % všech památek celé Černé Hory. Na území opštiny Budva stojí celkem 28 takových objektů, a to pod různou úrovní památkové ochrany.
Kromě samotného opevněného města se v jeho blízkosti nachází také pevnost Kosmač směrem k Cetinji. V blízkosti Budvy se nacházejí i kláštery, a to zmíněný Klášter Podostrog, 2 km daleko od středu města, klášter Praskvica, v blízkosti letoviska Miločer a místní pláže. Mezi další lze zařadit potom kláštery Reževići, Duljevo, Podlastva, Gradište apod. Mezi historické pravoslavné kostely v centru Budy patří kostel sv. Trojice, Sv. Sávy a sv. Petky. Katolický je kostel sv. Jana Křtitele, který byl postaven již v 7. století n. l. a později přestavován, v centru města se také nachází budova biskupství a benediktýnský klášter. Dochovány jsou rovněž i pozůstatky baziliky z 5. století a mnoho dalších církevních staveb. Před kostelem sv. Jana Křtitele se nachází římské lázně, nicméně byly zakryty chodníkem pomocí betonové konstrukce.
Před historickým centrem města se v blízkosti hotelu Avala nachází ještě archeologické naleziště.
Pravidelně je zde pořádán festival divadelní město (srbsky grad teatar). V centru města se nachází divadelní amfiteátr.
Budva se ucházela o titul Evropské město kultury pro rok 2028.
Město má rovněž i svojí knihovnu, která stojí na severním okraji Budvy.

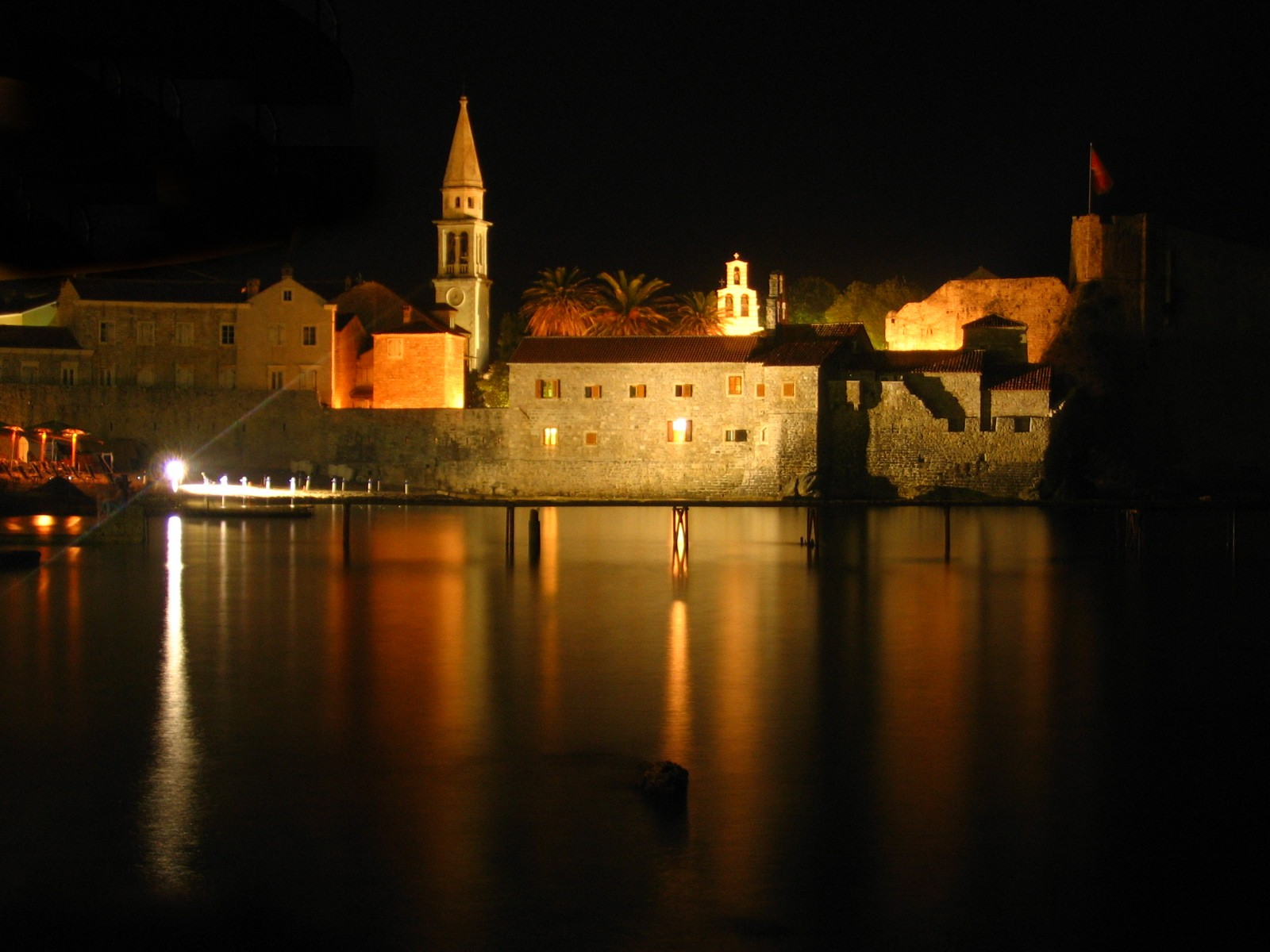
Historické město v noci
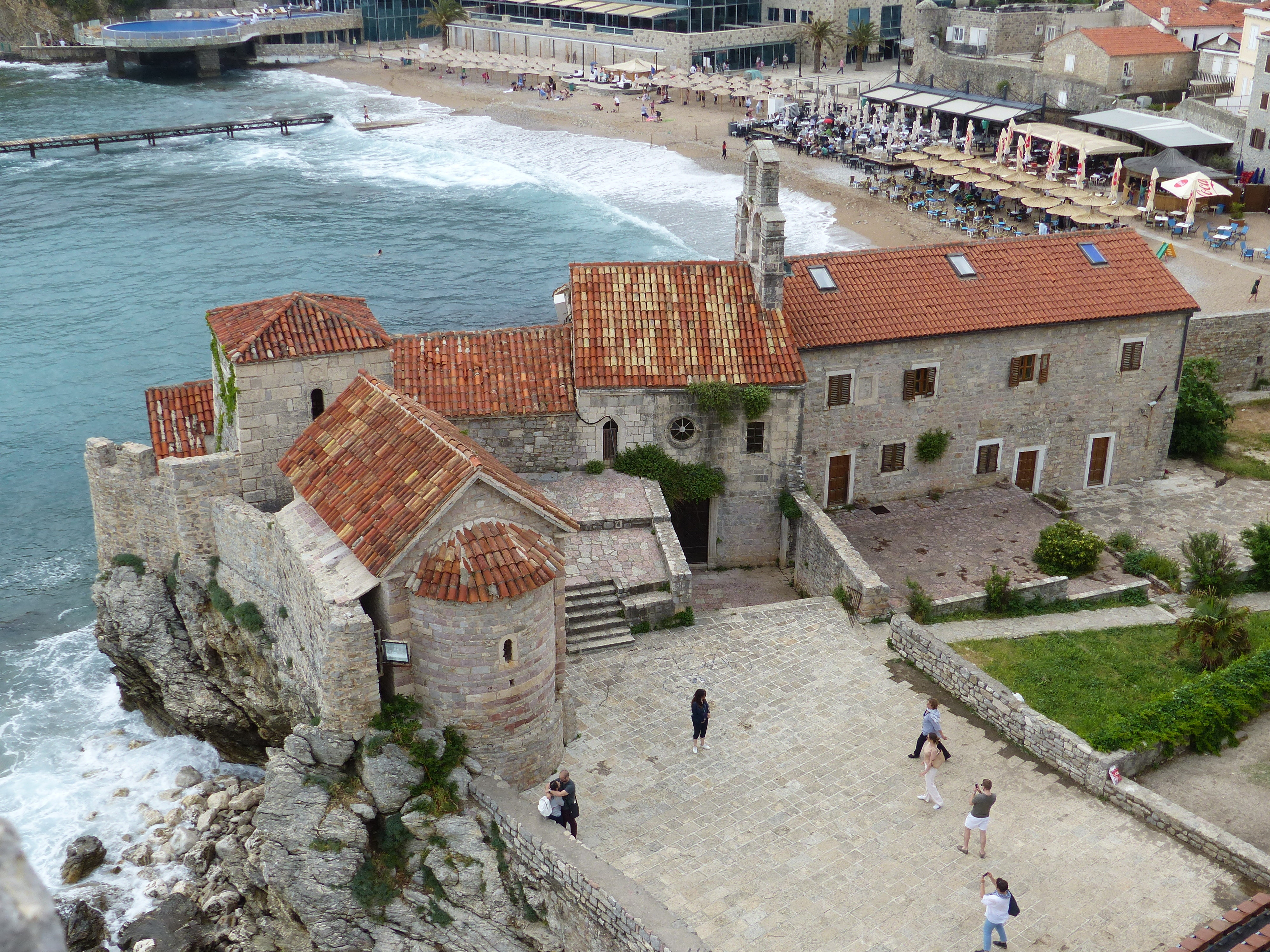
Kostel sv. Sávy v Budvě
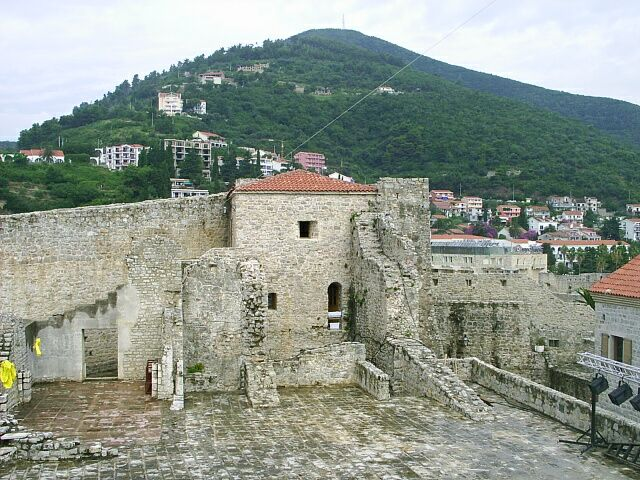
Nádvoří citadely s divadlem
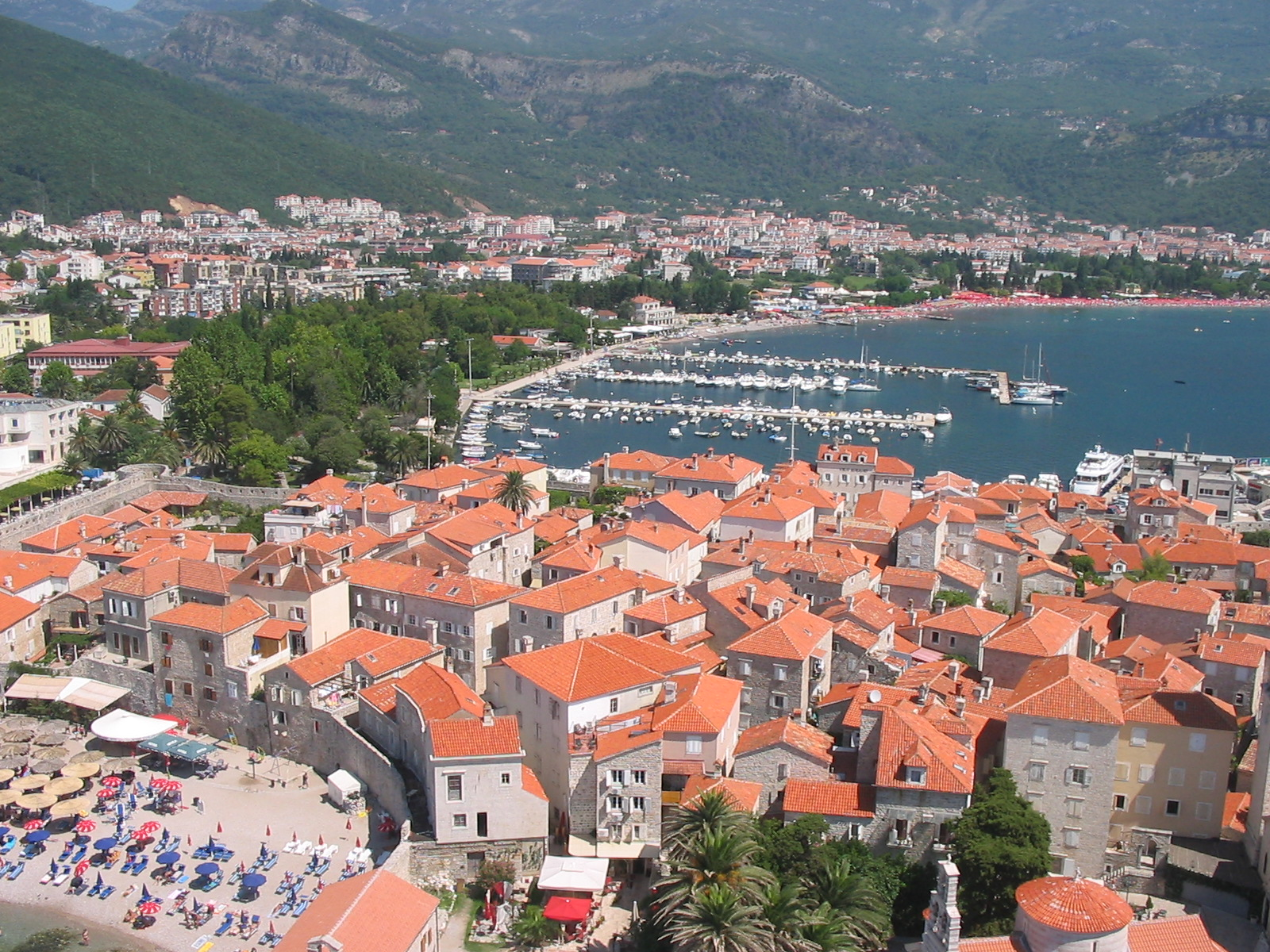
Pohled na město
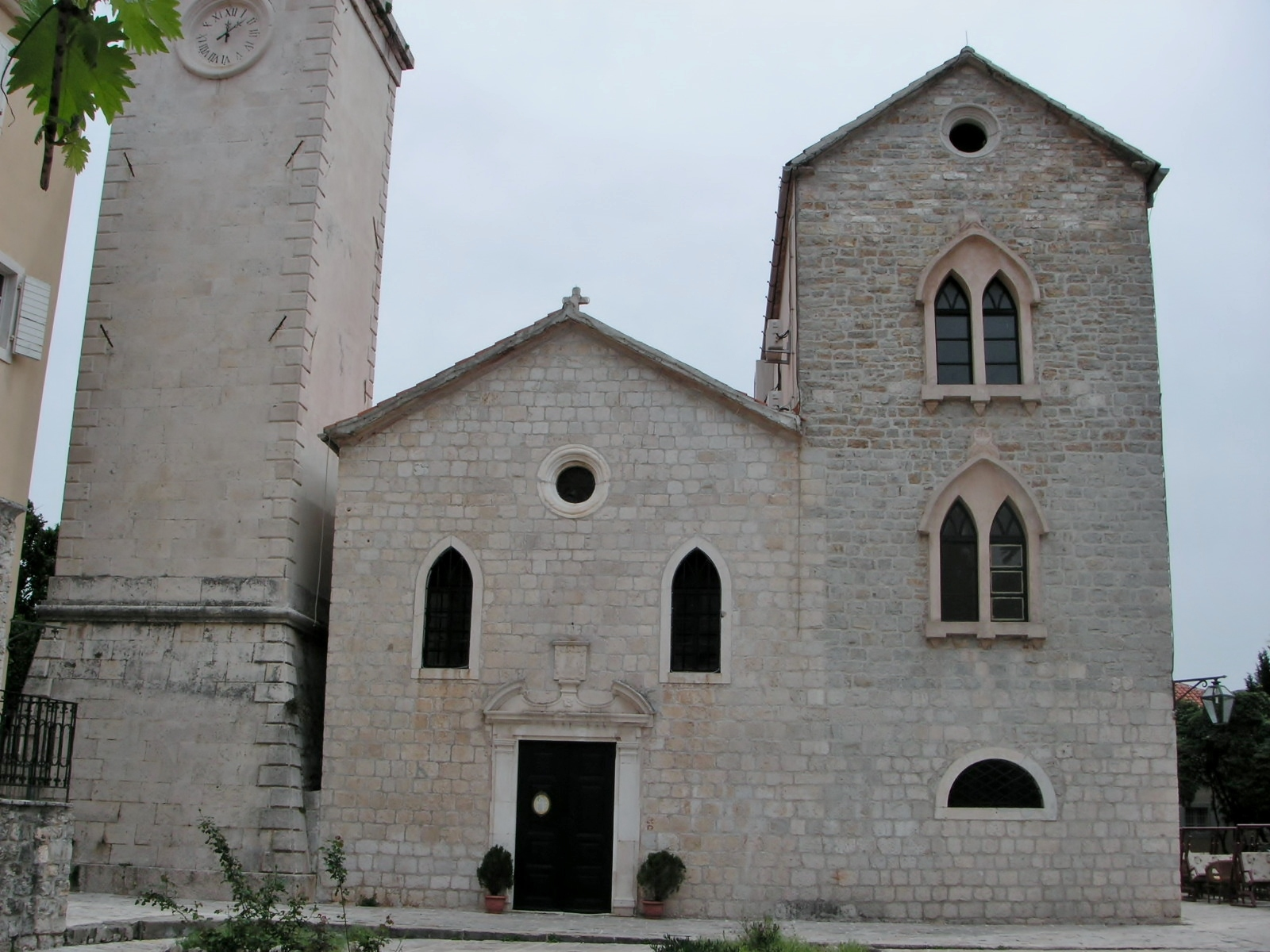
Kostel sv. Jana Křtitele
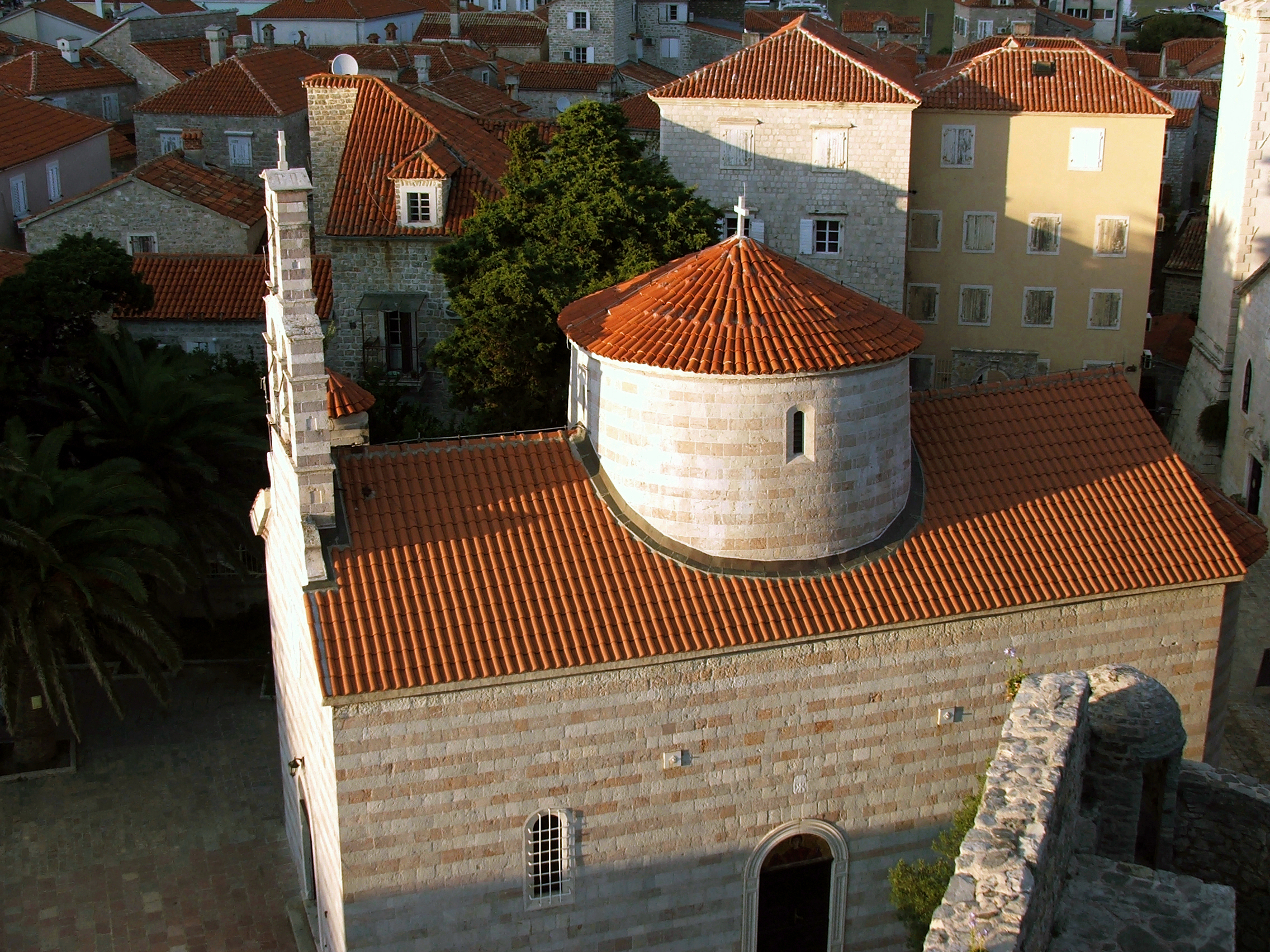
Kostel sv. Trojice

## Doprava

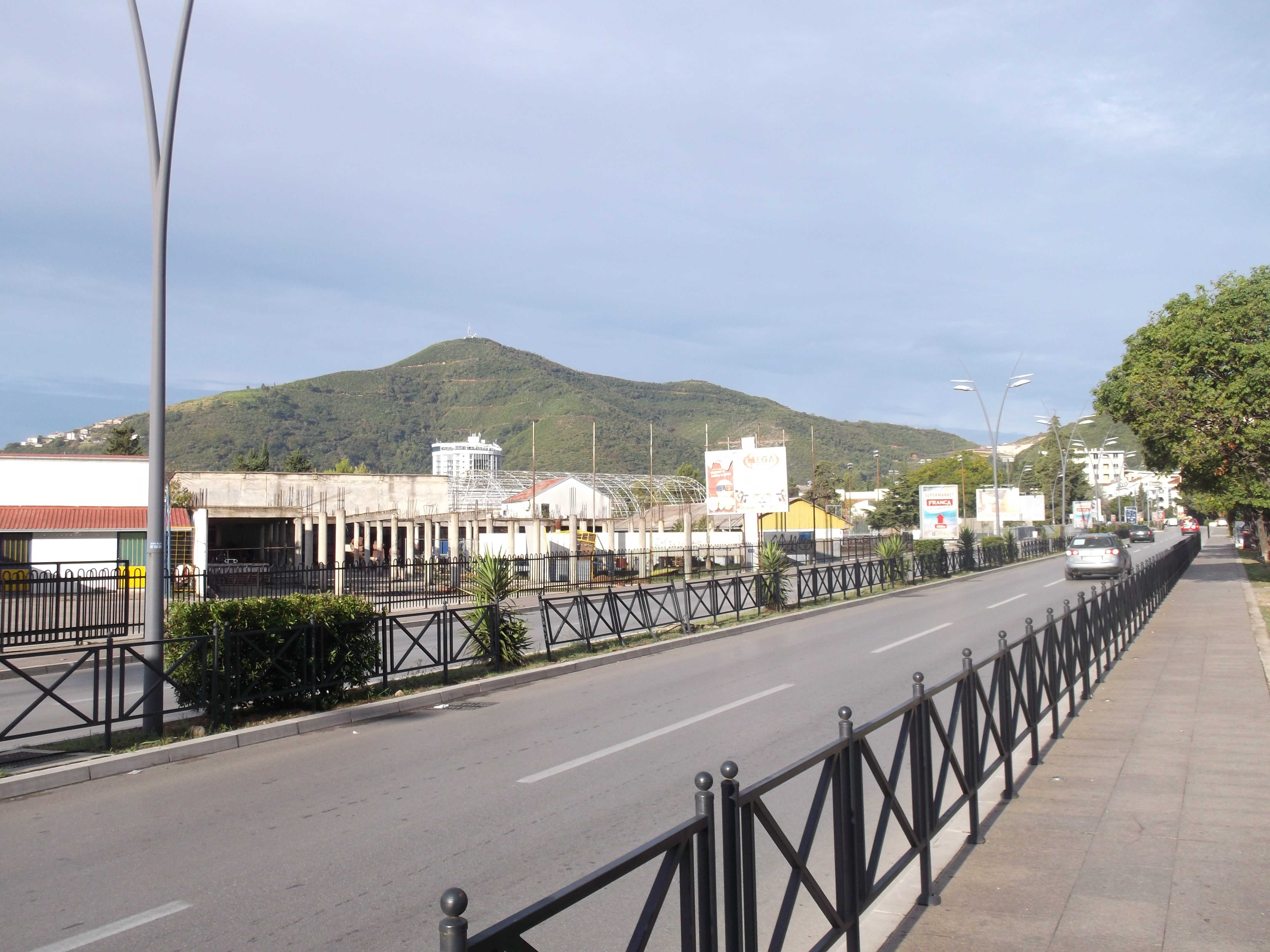
Ulice Jadranski put, hlavní komunikace ve městě.

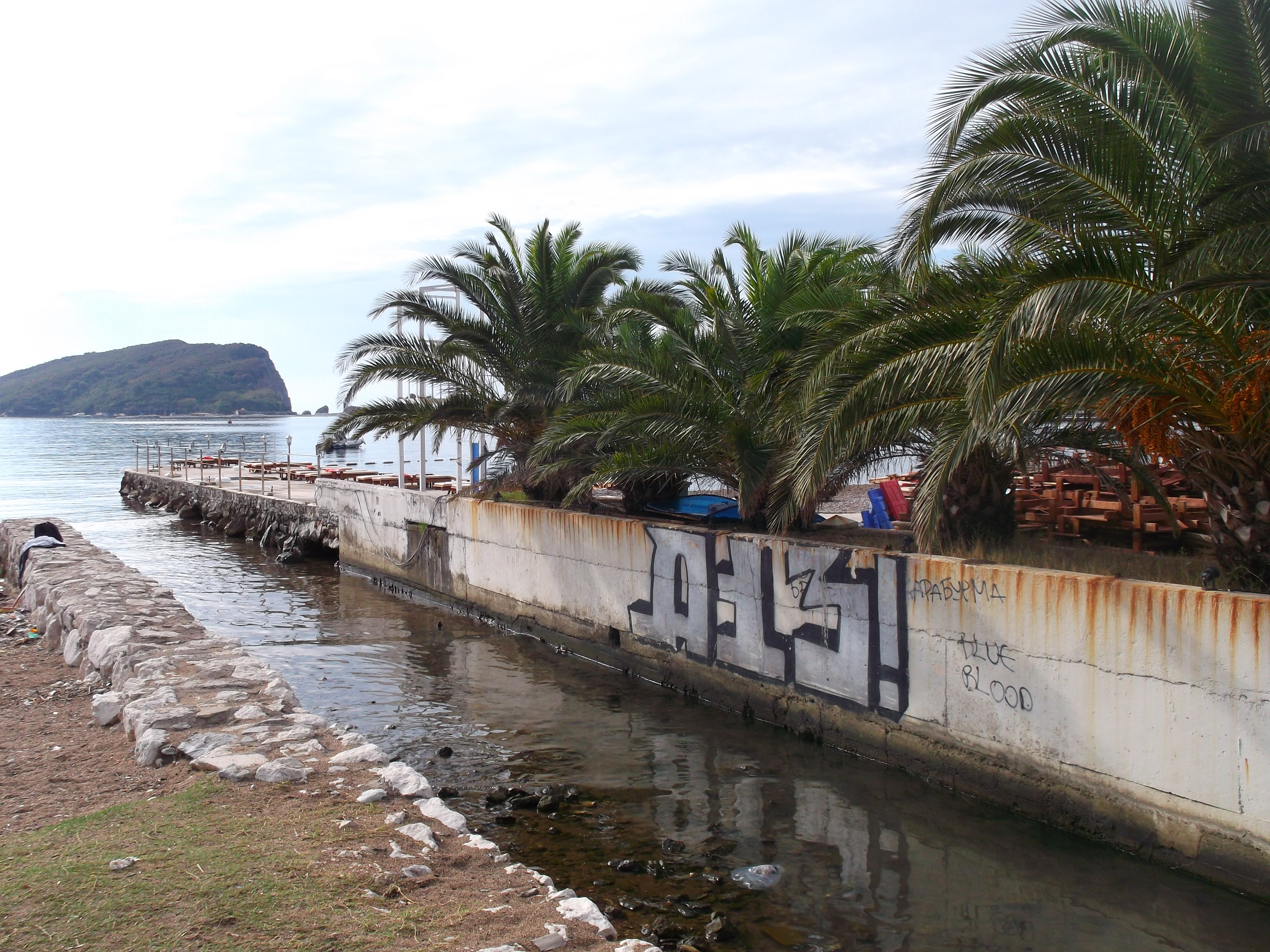
Ústí řeky Grđevica do moře.

Budva je napojena na zbytek Černé Hory prostřednictvím hlavní pobřežní komunikace (dříve Jadranské magristrály), která vede severním směrem do Tivatu, kde se nachází mezinárodní letiště (vzdálené 20 km). Prochází částečně tunelem. Jižně poté směřuje do dalšího oblíbeného černohorského letoviska, a to Sutomore. Kromě toho vede z Budvy silniční tah do bývalého černohorského hlavního města Cetinje, a to jižně od vrchu Lovćen, horským sedlem v nadmořské výšce 800 m n. m. 
Hlavní (pobřežní) silniční komunikace není dostačující míře dopravy v 21. století a výhledově má být nahrazena dálnicí vedenou více ve vnitrozemí. Traznitní doprava, včetně kamionové, prochází samotným městem (ulicí Jadranski put), která tvoří střed a osu moderní Budvy.
Městskou i meziměstskou dopravu v Budvě zajišťují autobusy. Nejbližší nádraží se nachází ve městě Sutomore (Železniční trať Bělehrad–Bar), ve vzdálenosti 30 km od města.

## Sport
Místními známými sportovními kluby jsou OK Budvanska rivijera, VK Budva a FK Mogren.
První sportovní tým v Budvě byl ustanoven v roce 1910 a první turistická organizace roku 1922.
V nedaleké vesnici Prijevor se nachází Akvapark Budva. Ve městě samotném potom stojí ještě Sportovní centrum Mediteran a Sportovně-rekreační centrum Budva (SRC), které zahrnuje i městský plavecký bazén.

## Zdravotnictví
V blízkosti radnice se nachází také poliklinika.

## Partnerská města
- Banská Bystrica, Slovensko
- Novi Sad, Srbsko
- Velika Plana, Srbsko
- Valašské Meziříčí, Česko